# انور الفرقدین

انور الفرقدین

اَنوَرُ الفَرقَدَین یا انورِ فَرقَدان یا اتا خرس کوچک یک ستاره است که در صورت فلکی خرس کوچک قرار دارد.
فرقد به معنای گوساله‌است، و انور الفرقدین یعنی [ستاره] پرنورتر بین دو [ستاره] فرقد(گوساله). ستاره دیگر اخفی الفرقدین است.